# Poecilopharis gressitti
Poecilopharis gressitti är en skalbaggsart som beskrevs av Rigout 1997. Poecilopharis gressitti ingår i släktet Poecilopharis och familjen Cetoniidae. Inga underarter finns listade i Catalogue of Life.